# Airline Disaster
Pour plus de détails, voir Fiche technique et Distribution.
Airline Disaster est un vidéofilm américain réalisé par John Willis III et diffusé en 2010.

## Synopsis
La présidente des États-Unis, Harriet Franklin, apprend que des terroristes ont pris en otage un avion dans lequel se trouve son frère.
Elle est rapidement confrontée à un choix des plus difficiles, tiraillée entre la sécurité des habitants de la ville, directement menacée par l'attaque, et la vie de son frère…

## Fiche technique
- Titre original : Airline Disaster
- Réalisation : John Willis III
- Scénario : Paul Sinor et Victoria Dadi
- Photographie : Alexander Yellen
- Musique : Chris Ridenhour
- Durée : 85 min
- Pays : États-Unis

## Distribution
- Meredith Baxter : Président Harriet Franklin
- Lindsey McKeon : Gina Vitale
- Scott Valentine : Joseph Franklin
- Geoff Meed : Robert Stevens
- Jude Gerard Prest : Bill Alexander
- Matt Lagan : Cason
- Bart Baggett : Harry
- Londale Theus : Agent Melville
- Chip Bent : Fred
- Nicholas J. Leinbach : DJ Rocker